# Gregory Gibson
Gregory Gibson (Virginia, Estados Unidos, 20 de noviembre de 1953) es un deportista estadounidense retirado especialista en lucha grecorromana donde llegó a ser subcampeón olímpico en Los Ángeles 1984.

## Carrera deportiva
En los Juegos Olímpicos de 1984 celebrados en Los Ángeles ganó la medalla de plata en lucha grecorromana de pesos de hasta 100 kg, tras el luchador rumano Vasile Andrei (oro) y por delante del yugoslavo Jožef Tertei (bronce).